# Vishu
Vishu (en malayalam : വിഷു (viṣu), en tamoul : வீஷூ (vīṣū), en toulou : ಬಿಸು (bisu)) est la fête qui célèbre le Nouvel An astronomique dans l'État du Kerala, dans le sud de l'Inde, ainsi que dans les états voisins du Karnataka, du Tamil Nadu et au Territoire de Pondichéry. Sa célébration est apparentée à celle de Bisu Parba en côte de Canara, le nouvel an du Tulu Nadu,.

## Déroulement

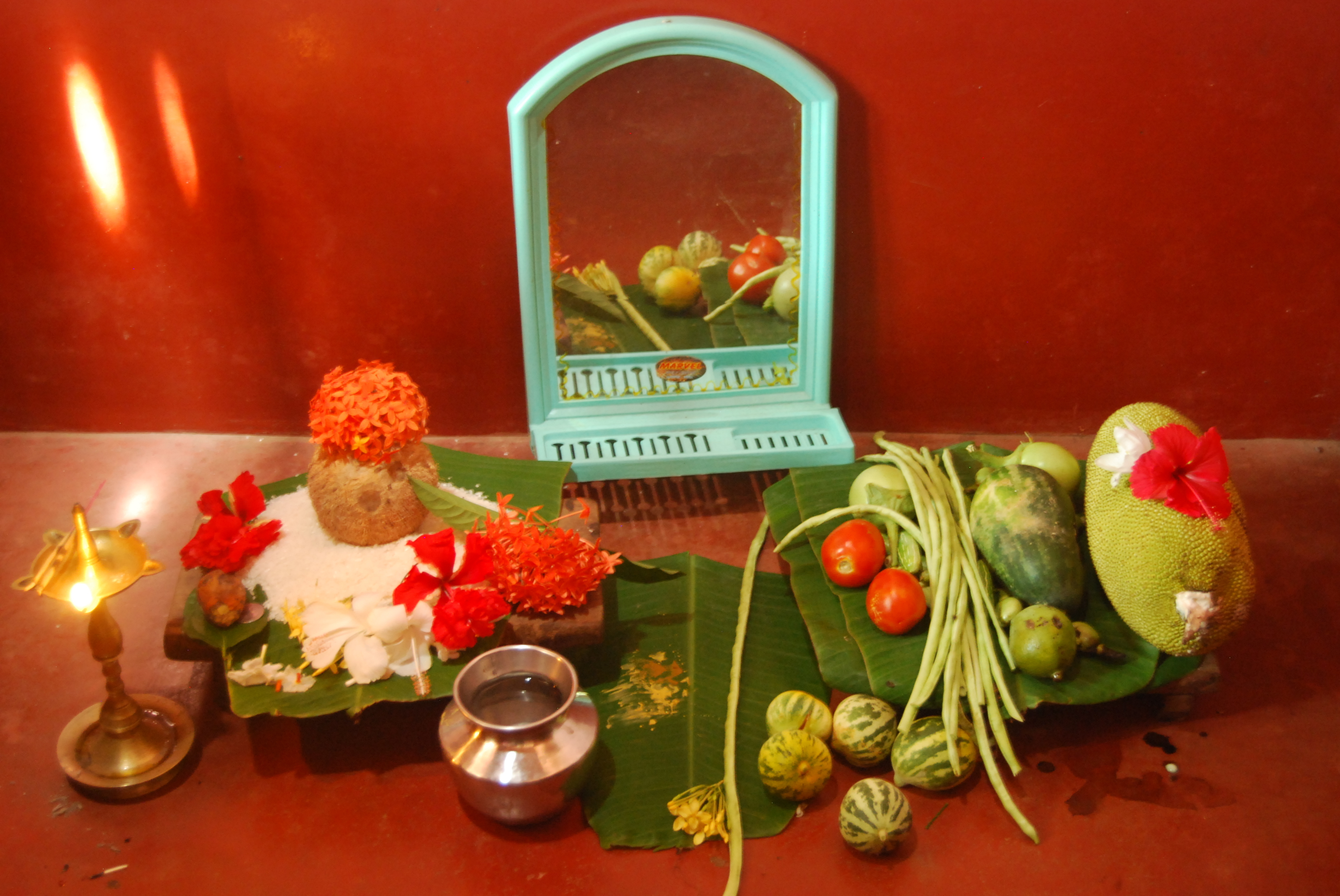
Bisu Kani arrangé au Karnataka

Vishu est célébré avec un entrain tout particulier dans le nord du Kerala, et avec plus de festivités que dans le reste du Kerala. Les explosions de pétards font partie des réjouissances, en particulier pour les enfants. Les adultes fournissent les enfants en pétards, et les enfants eux-mêmes rivalisent d'imagination pour utiliser au mieux ceux-ci. L'odeur tenace de la poudre brûlée flottant après les déflagrations des pétards d'un matin de Vishu est un souvenir nostalgique qui perdure longtemps dans la mémoire de chaque Indien de langue malayalam.
La première chose que l'on voit le jour de Vishu va déterminer la prospérité dont on bénéficiera tout au long de l'année ; aussi est-il d'usage de préparer, dans un récipient de métal appelé uruli, toutes sortes d'objets propices (vishukanni) : riz, étoffe neuve, concombre, feuilles de betel, noix d'arec, miroir de métal, fleurs (cassia fistula), pièces de monnaie, textes sacrés... Au petit matin, on se précipite pour aller regarder ces objets propices, disposé dans la pièce de la puja (cérémonie religieuse), avant tout autre chose.
La population étrenne à cette occasion de nouveaux vêtements (Puthukodi), et les anciens  de chaque famille distribuent aux enfants et aux serviteurs un argent symbolique, appelé Vishukkaineetam. Cette coutume continue de nos jours, dans la croyance que, de cette façon, les enfants auront un avenir prospère.
Vishu est un jour où l'on fait bombance, avec des aliments répartis de façon égale entre le salé, le sucré, l'aigre et l'amer.